# Наналал Далпатрам Каві
Наналал Далпатрам Каві (*નાનાલાલ દલપતરામ કવિ, 16 березня 1877 —9 січня 1946) — індійський поет та письменник, що складав творі мовою гуджараті.

## Життєпис
Походив з гуджаратської мистецької та літературної родини. Син відомого поета Далпатрама. Здобув домашню освіту, а згодом класичну освіту, здобувши ступінь магістра. Потім дістав призначення на посаду директора Школи Принців у Садрі. У 1904 році як професора запрошено до коледжу Раджкумар у Раджкоті. У 1913 році призначається головним суддею князівства Раджкот. У 1918 році очолює управління освіти Британської політичної агенції у державі Саураштра (Катхіавара). Незабаром захоплюється ідеями Махатми Ганді, з яким починає співпрацювати. Під впливом ідеї неспівпраці з британцями у 1921 році йде у відставку. Тоді ж переїздить до Ахмадабаду, де займався виключно літературною діяльністю, померши 6 березня 1946 року.

## Творчість
Творчий діапазон Наналала в жанровому і тематичному плані доволі широкий. Він сміливо експериментував в області форми, створив своєрідний жанр «прозопоезіі» (апад'я-гадьян). За це отримав почесне звання кавішвар — Пан поетів.
У ліриці він використовував прийоми народної пісенної культури, надавши їм філігранність і витонченість при збереженні безпосередньої емоційності. В доробку Наналала пасторальні, буколічні та дитячі вірші-пісні, де в звуковому та ритмічному інструментуванні присутні голоси сопілки, сільського тамбурина, хороводу дівчаток.
Європейські та національні мотиви позначилися у всіх його творах, зокрема у драмах «Інду Кумар» і «Джай і Джайянт» (1914 рік). Обидві п'єси присвячені злободенним темам сімейних взаємин, ролі жінки в родині та суспільстві.
Крім того, є автором «Великої книги історії руху Свамінараян».